# All I Have to Give
"All I Have to Give" là một bài hát của ban nhạc nam nước Mỹ Backstreet Boys nằm trong album phòng thu đầu tay mang tên chính họ ở Hoa Kỳ và Backstreet's Back (1997) trên toàn cầu. Nó được phát hành làm đĩa đơn cuối cùng trích từ hai album vào ngày 13 tháng 1 năm 1998 trên toàn cầu như là đĩa đơn thứ ba, và ở Hoa Kỳ vào ngày 8 tháng 12 năm 1998 như là đĩa đơn thứ sáu bởi Jive Records. Bài hát được viết lời và sản xuất bởi nhóm nhạc kiêm đội sản xuất Full Force (Brian George, Junior Clark, Paul Anthony George, Lucien George Jr., Curt Bedeau, Gerry Charles). Đây là một bản pop ballad kết hợp với những yếu tố của R&B mang nội dung đề cập đến tình cảm kiên định của chàng trai đối với người mình yêu, trong đó anh khẳng định rằng tình yêu là tất cả những gì anh có thể trao cho cô.

## Đánh giá chuyên môn
Sau khi phát hành, "All I Have to Give" đa phần nhận được những phản ứng tích cực từ các nhà phê bình âm nhạc, trong đó họ đánh giá nó như là một điểm nhấn nổi bật từ album và so sánh nó với âm nhạc của những nghệ sĩ R&B khác như R. Kelly và Boyz II Men. Bài hát cũng tiếp nối những thành công thương mại từ những đĩa đơn trước của Backstreet Boys, đứng đầu bảng xếp hạng ở Tây Ban Nha và lọt vào top 10 ở hầu hết những quốc gia nó xuất hiện, bao gồm vuơn đến top 5 ở Úc, Áo, New Zealand và Vương quốc Anh. Tại Hoa Kỳ, "All I Have to Give" đạt vị trí thứ năm trên bảng xếp hạng Billboard Hot 100, trở thành đĩa đơn thứ ba liên tiếp của họ lọt vào top 5 tại đây và được chứng nhận đĩa Bạch kim từ Hiệp hội Công nghiệp ghi âm Mỹ (RIAA) với việc công nhận một triệu bản đĩa đơn đã được tiêu thụ.

## Video âm nhạc
Video âm nhạc cho "All I Have to Give" được đạo diễn bởi Nigel Dick, người đã hợp tác với nhóm trong video ca nhạc của đĩa đơn trước "As Long as You Love Me", trong đó hầu hết bao gồm những cảnh Backstreet Boys trình diễn bài hát trong nhiều bối cảnh và trang phục khác nhau. Nó đã ngay lập tức nhận được nhiều lượt yêu cầu phát sóng trên những kênh truyền hình âm nhạc, và chiến thắng hạng mục Lựa chọn Âm nhạc: Video tại Giải Sự lựa chọn của Giới trẻ năm 1999. Để quảng bá bài hát, Backstreet Boys đã trình diễn "All I Have to Give" trên nhiều chương trình truyền hình và lễ trao giải lớn, như Top of The Pops, Wetten, dass..?, Giải thưởng âm nhạc Billboard năm 1998 và Giải thưởng Âm nhạc Mỹ năm 1999 cũng như trong tất cả những chuyến lưu diễn trong sự nghiệp của họ. Ngoài ra, nó cũng xuất hiện trong nhiều album tổng hợp của nhóm kể từ khi phát hành, bao gồm The Hits - Chapter One (2001), Playlist: The Very Best of Backstreet Boys (2010), NKOTBSB (2011) và The Essential Backstreet Boys (2013).

## Danh sách bài hát
Đĩa CD tại châu Âu và CD #1 tại Anh quốc
1. "All I Have To Give" (bản radio) - 4:06
2. "Quit Playing Games (With My Heart)" (bản trực tiếp) - 6:12
3. "All I Have To Give" (Part II - The Conversation Mix) - 4:15
4. "As Long as You Love Me" (Peppermint Jam phối lại) - 3:42

Đĩa CD #2 tại Anh quốc
1. "All I Have To Give" (bản radio) - 4:06
2. "We've Got It Goin' On" (CL's Anthem Radio Mix) - 4:12
3. "Get Down (You're the One for Me)" (Markus Plastik Vocal) - 6:33
4. "Quit Playing Games (With My Heart)" (E-Smoove Extended Vocal Version Mix) - 6:48

Đĩa CD tại Hoa Kỳ
1. "All I Have To Give" (bản album) - 4:36
2. "All I Have To Give" (Part II - The Conversation Mix) - 4:15
3. "Millenium - Snippets"

## Bảng xếp hạng
| Bảng xếp hạng (1998–99)               | Vị trí cao nhất |
| ------------------------------------- | --------------- |
| Úc (ARIA)                             | 4               |
| Áo (Ö3 Austria Top 40)                | 4               |
| Bỉ (Ultratop 50 Flanders)             | 14              |
| Bỉ (Ultratop 50 Wallonia)             | 17              |
| Canada (RPM)                          | 18              |
| Châu Âu (European Hot 100 Singles)    | 4               |
| Phần Lan (Suomen virallinen lista)    | 10              |
| Đức (Official German Charts)          | 8               |
| Ireland (IRMA)                        | 6               |
| Ý (FIMI)                              | 6               |
| Hà Lan (Dutch Top 40)                 | 5               |
| Hà Lan (Single Top 100)               | 7               |
| New Zealand (Recorded Music NZ)       | 3               |
| Na Uy (VG-lista)                      | 14              |
| Scotland (OCC)                        | 2               |
| Tây Ban Nha (PROMUSICAE)              | 1               |
| Thụy Điển (Sverigetopplistan)         | 6               |
| Thụy Sĩ (Schweizer Hitparade)         | 8               |
| Anh Quốc (OCC)                        | 2               |
| Hoa Kỳ Billboard Hot 100              | 5               |
| Hoa Kỳ Adult Contemporary (Billboard) | 8               |
| Hoa Kỳ Adult Pop Airplay (Billboard)  | 30              |
| Hoa Kỳ Pop Airplay (Billboard)        | 5               |
| Hoa Kỳ Rhythmic (Billboard)           | 19              |

| Bảng xếp hạng (1998)                 | Vị trí |
| ------------------------------------ | ------ |
| Australia (ARIA)                     | 32     |
| Belgium (Ultratop 40 Wallonia)       | 81     |
| Europe (European Hot 100 Singles)    | 51     |
| Finland (Suomen virallinen lista)    | 64     |
| Germany (Official German Charts)     | 70     |
| Italy (FIMI)                         | 74     |
| Netherlands (Dutch Top 40)           | 88     |
| Netherlands (Single Top 100)         | 66     |
| New Zealand (Recorded Music NZ)      | 25     |
| Sweden (Sverigetopplistan)           | 46     |
| UK Singles (Official Charts Company) | 96     |
| Bảng xếp hạng (1999)                 | Vị trí |
| US Billboard Hot 100                 | 25     |
| US Adult Contemporary (Billboard)    | 25     |

## Chứng nhận
| Quốc gia                                                                           | Chứng nhận | Số đơn vị/doanh số chứng nhận |
| ---------------------------------------------------------------------------------- | ---------- | ----------------------------- |
| Úc (ARIA)                                                                          | Bạch kim   | 70.000^                       |
| New Zealand (RMNZ)                                                                 | Vàng       | 5.000*                        |
| Thụy Điển (GLF)                                                                    | Vàng       | 15.000^                       |
| Anh Quốc (BPI)                                                                     | Bạc        | 200.000^                      |
| Hoa Kỳ (RIAA)                                                                      | Bạch kim   | 900.000                       |
| * Chứng nhận dựa theo doanh số tiêu thụ. ^ Chứng nhận dựa theo doanh số nhập hàng. |            |                               |